# Hamoir
Hamoir (in vallone Hamwer) è un comune belga di 3 616 abitanti, situato nella provincia vallona di Liegi.